# 约翰·盖格
约翰·盖格（英語：John Geiger，1873年3月28日—1956年12月6日），美国男子赛艇运动员。他曾代表美国参加1900年夏季奥林匹克运动会赛艇比赛，获得八人单桨有舵手金牌。